# 低溫儲能
低溫儲能(英語：Cryogenic energy storage)利用超低溫液體（例如:液態空氣和液態氮氣）來儲存能量。。英國發明家Peter Dearman研發出利用液態空氣和液態氮氣為動力來源的車子。類似的技術後來發被用在電網儲能，又稱為液態空氣儲能（英語：Liquid air energy storage），在英國已有電網級的示範廠。

## 電網儲能

### 工作原理
在離峰用電時，電能透過克勞德循環(Claude Cycle)把大氣中的空氣冷卻到-196°C，把空氣液化。液態空氣的體積為氣態時的七百分之一，並可儲存在常壓絕熱的儲存槽中。在用電尖峰時，液態空氣加壓後送入熱交換器中，利用空氣或是其它來源的廢熱，來加熱使其變回氣態。汽化過程中體積會膨脹並可用來推動渦輪並發電。

### 效率
最基本的液態儲能系統只有約25%的效率。在增加額外的儲冷設備，並將其汽化過程中部份的冷儲存後，效率可提升至50%。
如果和其它工廠或發電廠產生的熱做整合，其效率可以再進一步提升。以115°C的熱來計算，其直流-直流效率往返效率可再增加至70%。